# 이해란
이해란(2003년 5월 29일 ~ )은 대한민국의 농구 선수이다. 한국여자프로농구(WKBL) 용인 삼성생명 블루밍스 소속으로 포지션은 포워드이다.

## 경력
2021년 9월에 열린 2021-2022 WKBL 신입선수 선발회에서 1라운드 전체 1순위로 용인 삼성생명 블루밍스에 지명되었다.